# Station Radomyśl
Station Radomyśl is een spoorwegstation in de Poolse plaats Radomyśl.